# Капская шпорцевая лягушка
Капская шпорцевая лягушка (лат. Xenopus gilli) — вид южноафриканской водной лягушки рода шпорцевые лягушки.

## Описание

### Внешний вид
Длина тела до 6,5 см.

### Ареал
Вид с небольшим ареалом. Обитает на ограниченной территории Капской низменности на одноимённом полуострове в ЮАР.

## Капская шпорцевая лягушка и человек
Внесена в Красную книгу МСОП по категории «уязвимый вид». Биология не изучена. Размножается в лабораторных условиях.